# Igigi
Igigi so bili bogovi nebes v mezopotamskih mitologijah. Čeprav so bili včasih sinonim za  Anunake, so bili Igigi nižji bogovi in služabniki Anunakov, dokler se niso uprli in ustvarili ljudi, da so delali namesto njih.

## Ime
Njihovo ime je neznanega izvora. Znaki za njihovo ime in ena od opcij za etimologijo imena Igigi je i2-gi3-gi3, ki je enaka znakom za 5-1-1 ali  5-60-60 (5*(60+60)=600), ki v nekaterih izročilih pomenijo "vsi bogovi". Druga možnost je interpretacija besede same. Igi v sumerščini pomeni oko in se v akadskem jeziku uporablja kot logogram, gi pa pomeni spolno penetracijo. Besedo Igigi bi torej lahko prevedli v "oči na nebu, stražarji, ki jemljejo nedolžnost".

## Atrahazis
Akadska nebesa so v mitu Atrahazis opisana kot vrt, v katerem bogovi nižjega ranga (Igigi) kopljejo vodne kanale za višje bogove (Anunaki):
Ko so bogovi, podobni ljudem,
opravljali delo, nosili tovore,
so bili zelo obremenjeni,
muka velika, težave pretirane.
Veliki Anunak, Sedem,
je ustvaril  Igige,
da so prijeli za naporno delo.
Igigi so se uprli Enlilovi diktaturi, sežgali svoje orodje in ponoči obkolili Enlilovo hišo. Ko je Enlil izvedel, da so vzrok za upor težave pri kopanju namakalnih kanalov, se je svet Anunakov odločil, da bo ustvaril človeka za poljedelska opravila.